# Menapijci
Menapijci, antično belgijsko pleme iz severne Galije. Njihovo ozemlje se je po pisanju Strabona, Cezarja in Ptolemaja raztezalo od izliva Rena na severu in ob zahodnem bregu Šelde proti jugu. Obsegalo je obalo Flandrije in skrajni severni del sosednje Francije in morda del Nizozemske. Njihovo glavno mesto (civitas) v času rimske okupacije  je bil Cassel pri  Thérouannu v severni Franciji (položaji rimskih plemenskih glavnih mest se pogosto ne ujemajo s predrimsko politično geografijo). 
Njihovi sosedje so bili:
- na severu na otokih v delti Rena-Meuse-Šelde Batavijci
- na severovzhodu na nasprotni obali Rena Sikambri in druga germanska plemena
- vzhodno od severnega dela Eburoni (do Cezarjevega obdobja) in Tungri (po Avgustovem obdobju)
- vzhodno od južnega dela Nervijci
- južno Atrebati
- jugozahodno Morini

Menapijci so se vse do leta 54 pr. n. št. žilavo upirali Cezarjevim osvajanjem v Galiji. Bili so člani belgijske protirimske konfederacije, ki jo je Cezar porazil leta 57 pr. n. št.. V konfederacijski vojski so imeli 9.000 mož. Naslednje leto so se pridružili Armoriškim Venetom. Cezar je premagal tudi njihovo vojsko, Menapijci in Morini pa so kljub temu odklonili sklenitev miru in so se še naprej vojskovali proti Rimljanom. Umaknili so se v gozdove in močvirja in uporabljali taktiko hitrih napadov in umikov. Cezar je zato začel izsekavati gozdove, zasegati njihovo živino in požigati naselja, kar je pred zimo prekinilo obilno deževje. Menapijci in Morini so se umaknili še globlje v gozdove. Leta 55 pr. n. št. so se poskušali upreti vpadu Germanov preko Rena, vendar so bili poraženi. Kasneje istega leta je Cezar med svojim prvim pohodom v Britanijo na ozemlje Menapijcev in Morinov poslal dva odposlanca in glavnino svoje vojske z nalogo, da v njegovi odsotnosti ohranijo rimsko oblast. Menapijci in Morini so se ponovno umaknili v gozdove, Rimljani pa so jim medtem ponovno požgali pridelke in naselja.
Leta 54 pr. n. št. so se pridružili Ambioriksovemu uporu. Cezar pravi, da so bili edino galsko pleme, ki mu ni nikoli poslalo svojih odposlancev, da bi se z njim pogajali o miru. Ker so imeli tesne in prijateljske vezi z Ambioriksom, je Cezar proti njim poslal pet legij. Nova postošenja so Menapijce končno prisilila k vdaji. Cezar je za nadzor nad njimi k njim poslal svojega zaveznika Komija in njegove Atrebate.

## Kasnejše omembe
Strabon v svoji Geografiji piše, da so v 1. stoletju Menapijci prebivali ob izlivu Rena severno od Nervijcev.  Omenja jih tudi Ptolemaj v svoji Geografji 2. stoletja in jih umešča med Tungre in Nervijce. Ptolemaj omenja tudi Menapijce iz jugovzhodne Irske.  Njihovo prisotnost v severozahodni Irski dokazujejo nekatera sodobna krajevna imena, na primer Fermanagh.
V Britaniji je služila kohorta menapijskih vojakov, kar dokazujejo napisi iz 2. stoletja.  Karavsij, poveljnik rimskega ladjevja v 3. stoletju, ki se je razglasil za cesarja Britanije in severne Galije, je bil Menapijec, rojen v Bataviji. Notitia Dignitatum, register rimskih vladnih položajev in vojaških poveljstev, omenja tudi legijo z imenom Menapii Seniores.